# Dictyna civica
Dictyna civica là một loài nhện trong họ Dictynidae. Chúng được Hippolyte Lucas miêu tả năm 1850.